# 2015年单县爆炸案
2015年单县爆炸案于2015年7月20日晚22:34左右发生于中华人民共和国山东省菏泽市单县的湖西公园西门附近。事发时正值市民在此聚集看戏，嫌疑人解兴堂在现场引爆了自制爆炸物发动自杀式袭击，造成包括其本人在内的两人当场死亡，另有24人受伤，其中一名伤者送医后不治身亡；现场附近的店面和戏台遭到破坏。

## 经过
爆炸事件于2015年7月20日晚发生在单县湖西公园西门的南侧的一片小广场上，案发时有不少老年市民聚集于此看戏，也有一些市民在此跳广场舞或休闲乘凉。此处一直是当地戏迷夜间娱乐的聚集处，常有自发举办的演出。事发当晚部分戏迷加演了几场戏，人群在22:00后仍未散去。22:34左右，一名男子在这片广场上引爆了爆炸物，发出类似闷雷的巨响，附近住户称有明显震感；有目击者称爆炸时的火光窜起约十米高，广场上的人群被掀翻在地，现场有明显的硝铵气味，爆炸物疑为土制炸药。案发后现场地面布满残骸，一片狼藉。有目击者称现场的一辆人力三轮车在爆炸冲击波的作用下变形，现场附近的餐馆门面和木制戏台也在爆炸中受到不同程度的损伤。现场还发现爆炸遗留下的一个双响炮仗箱，内有剥开的炸药及硬纸壳。
当地警方接警后立即赶到并控制了案发现场，医护人员也抵达现场抢救伤员。爆炸造成嫌疑人本人和另一名市民当场死亡，这位死者是一名刚考上大学的女学生。现场另有24人受伤，其中3人伤势严重，均被送往当地医院救治，一人送医后不治身亡。菏泽市和山东省的医护专家也到当地医院为伤员救治提供帮助。

## 调查
单县公安机关在案发后即展开了调查工作，查明嫌疑男子名叫解兴堂，1982年8月出生，是单县当地浮岗镇人。该男子之前单身无业，长期患有肝硬化腹水，多次求医未见好转，案发前病情恶化。
解兴堂之前曾在青岛上过大学，毕业后在工作中大量饮酒导致患上肝病。他曾有一女友，女友怀孕后因家庭反对而人工流产。解和近60岁的父母一起居住，另有两个姐姐已经出嫁，全家三人生活贫困，其治病开销巨大，家庭负债累累。当地政府和党委自2013年起已为其全家三口人办理低保，还为其提供大病救助等社会保障，亦曾组织政府机关干部为其募捐。解家所在村子的村党支部书记称村子之前进行了旧村改造，全村居民搬到新村居住，但解家没有随村民搬迁；解兴堂本人也早已不在村中居住。有村民称在案发前四五天曾见到过解兴堂本人，其未表现出任何异常。